# بخش فیض‌آباد
بخش فیض‌آباد (انگلیسی: Faizabad district) از بخش‌های ایالت اوتار پرادش هند است.